# Wągrowiec
Wągrowiec és una ciutat del voivodat de Gran Polònia, a Polònia. Es troba a 60 km al nord de Poznań, cinquena ciutat més gran del país.

## Història
Es va fundar durant l'Edat mitjana per obra de monjos cistercencs, per això la ciutat encara compta amb diversos monuments religiosos. Va quedar afectada per les particions de Polònia, i durant un temps pertanyé a Prússia, sota el Gran Ducat de Posen, després a la província de Posen. També patí els efectes de la Segona Guerra Mundial així com el de la posterior República Popular de Polònia.
Wągrowiec es troba en un medi rural, al nord-est del voivodat de Gran Polònia. També es troba prop de la zona de Pomerània, encara que no passa per la vila cap nexe important de comunicació. Des del punt de vista turístic, la vila ha aprofitat el llac de què disposa.

## Ciutats agermanades
- Le Plessis-Trévise
- Schönwalde-Glien
- Adendorf
- Gyula
- Krasnogorsk
- Burladingen
- Muggensturm